# 毛腿渔鸮
毛腿渔鸮（学名：Ketupa blakistoni），又称毛腿漁梟，是一种大型鸮形目鸟类，原属于鸱鸮科渔鸮属（Ketupa），後隶属于雕鸮属（Bubo）。2022年，为与其新分类地位相符，“中国鸟类名录”10.0版将毛腿渔鸮的中文名修改为毛腿雕鸮。但在2022年底，世界鳥類名錄中又根據研究將毛腿漁鴞與部分原雕鸮属下的物種移回渔鸮属內，但中文名稱目前仍無做出進一步修改。

## 形态特征
成年毛腿渔鸮体长67～77cm，耳羽长而尖，面盘不明显。眼睛虹膜橙黄色，嘴浅灰色。体羽灰褐色，飞羽褐色，有淡赭色纵纹和横斑及斑点。胸、腹，肋具褐色羽干纹。

## 分布
毛腿渔鸮分布于俄罗斯远东地区、日本北海道和中国东北地区。栖息于森林中溪流水域，以鱼为食。

## 分类
毛腿渔鸮共有2个亚种：
- 毛腿渔鸮指名亚种 Ketupa blakistoni blakistoni Seebohm，1884
- 毛腿渔鸮东北亚亚种 Ketupa blakistoni doerriesi Seebohm，1895

1991年版的《霍华德和摩尔鸟类名录》将毛腿渔鸮分为四个亚种，除以上两种外还包括：
- 毛腿渔鸮萨哈林亚种 Ketupa blakistoni karafutonis Kuroda, 1931
- 毛腿渔鸮大兴安岭亚种 Ketupa blakistoni piscivorus Meise, 1933